# Amsterdam Airlines

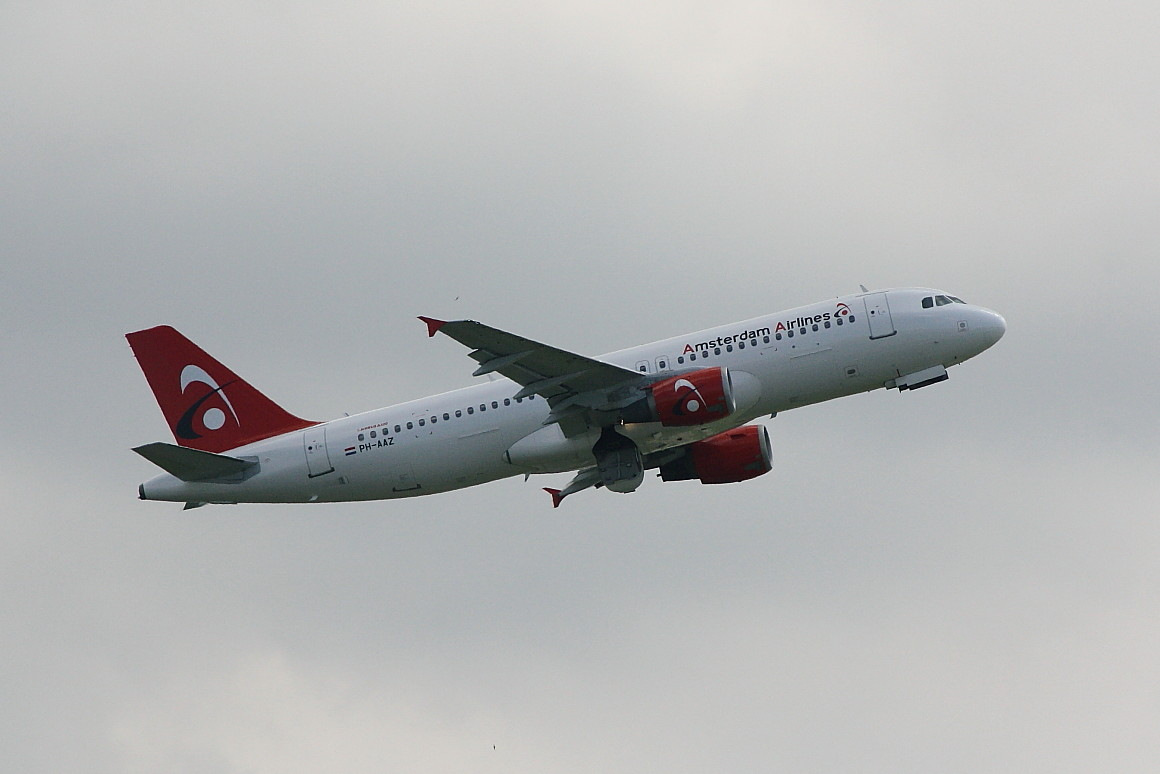
Amsterdam Airlines A320 in Nieuwe Kleuren

Amsterdam Airlines was een Nederlandse luchtvaartmaatschappij die in februari 2008 werd opgericht.

## Geschiedenis
Amsterdam Airlines vloog vanaf 20 augustus 2008 naar diverse plaatsen in Turkije, Israël en Marokko en Irak.  Op 1 november 2011 werd bekend dat de operationele vergunning per direct was geschorst naar aanleiding van het besluit van de directie van Amsterdam Airlines om de operaties stil te leggen. Op 15 november 2011 werd bekend dat Amsterdam Airlines haar faillissement had aangevraagd. Op 22 november sprak de rechtbank het faillissement over Amsterdam Airlines uit.

## Kleurenschema
Op 28 april 2008 werd het kleurenschema uitgegeven. Het vliegtuig heeft een vrijwel witte romp. Ter hoogte van de voorste cabinedeur staan de naam Amsterdam Airlines en het logo. De motoren en de staart zijn rood. Op 7 juni 2008 werd het eerste vliegtuig officieel gepresenteerd.
Op 26 mei 2009 werd bekendgemaakt dat Amsterdam Airlines in een nieuw kleurenschema zou gaan vliegen. De huisstijlkleuren rood, grijs en wit zouden worden behouden. Het logo op de staart en op de motoren was gewijzigd in een bol met twee gestileerde A's. Ook de naam op de romp was onderdeel van de aanpassing.

## Touroperators
Op 30 april 2008 bleek partner Turjet BV reizen naar Turkije te verkopen onder valse garanties. Amsterdam Airlines had vliegtuigen beschikbaar gesteld voor vakantievluchten vanaf Maastricht Aachen Airport naar diverse bestemmingen in Turkije. Het contract met Turjet BV werd door Amsterdam Airlines verbroken. In 2009 sloot Amsterdam Airlines een samenwerkingsverband met ML Tours. Veel vluchten werden overgenomen door Corendon Dutch Airlines wet lease (via ML Tours). Transavia Airlines C.V. zou de vluchten naar Al Hoceima overnemen, en Air Arabia een aantal vluchten naar Nador (alle via ML Tours).

## Vloot
De vloot van Amsterdam Airlines bestond uit drie toestellen:
| Type vliegtuig  | Registratie | Herkomst          | Volgende gebruiker (na het laatste gebruik Amsterdam Airlines) | Configuratie | Opmerkingen |
| --------------- | ----------- | ----------------- | -------------------------------------------------------------- | ------------ | ----------- |
| Airbus A320-231 | PH-AAX      | Mexicana          | AeroTurbine Inc                                                | 180          |             |
| Airbus A320-232 | PH-AAY      | US Airways        | Astra Airlines                                                 | 180          | Incident    |
| Airbus A320-212 | PH-AAZ      | Nouvelair Tunisie | Avion Express                                                  | 180          |             |

## Incidenten en ongelukken
- Op 2 augustus 2009 raakte een Airbus A320 met registratie PH-AAY van de taxibaan op Maastricht Aachen Airport tijdens het taxiën.[6]